# Peñarrubia
Peñarrubia – gmina w Hiszpanii, w prowincji Kantabria, w Kantabrii, o powierzchni 54,28 km². W 2011 roku gmina liczyła 367 mieszkańców.